# Uziel Gal
Uziel Gal (hebrejsky: עוזיאל "עוזי" גל, vlastním jménem Gotthard Glass; 15. prosince 1923 – 7. září 2002) byl izraelský konstruktér, který zkonstruoval samopal Uzi. Pocházel z Výmarské republiky a před emigrací do mandátní Palestiny žil ve Spojeném království. Byl členem Hagany a později důstojníkem Izraelských obranných sil (IOS).

## Život

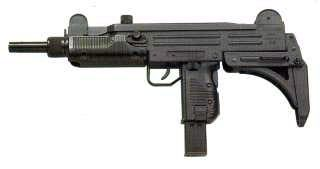
Samopal Uzi, vynález Uziela Gala

Narodil se v tehdejší Výmarské republice, ve městě Výmar. Vlastním jménem se jmenoval Gotthard Glass. Po nástupu nacismu s celou rodinou emigroval do Spojeného království a následně do Palestiny, která v té době byla britským mandátním územím. Tam si změnil své jméno z Glass na Gal. Vstoupil do židovské skupiny Hagana, která bojovala proti Britům a Arabům, aby se vzdali vlády nad svým územím, na kterém chtěli Židé vyhlásit vlastní stát. Uplatnil se zejména při výrobě a ilegálním získávání zbraní. Absolvoval důstojnický kurz a po vzniku Státu Izrael se stal důstojníkem IOS.
Izraelské ozbrojené skupiny a ze začátku i armáda používaly nejrůznější zbraně, zejména pak britské samopaly Sten, které sice byly účinné a lehce se vyráběly, ale nebyly vhodné pro boj v poušti. Z toho důvodu se Gal rozhodl zkonstruovat samopal, který by splňoval tyto požadavky. Prostudoval konstrukci mnoha zbraní a inspiroval se československým samopalem 25 a zejména samopalem ZK 476 inženýra Josefa Kouckého z roku 1948. Svůj samopal pak představil v roce 1951. Samopal byl pojmenován Uzi, což je zdrobnělina jména Uziel, proti čemuž však sám jeho konstruktér Uziel Gal protestoval. V současné době patří samopal Uzi mezi nejrozšířenější na světě. Uziel Gal pak byl v roce 1958 první osobou, která získala ocenění Izraelské bezpečnosti.
V roce 1976 se odstěhoval do Spojených států, jelikož jeho dcera Tamar měla nádor na mozku a potřebovala speciální zdravotní péči. V roce 1984 pak jeho dcera zemřela. Jeho manželka Ahuva zemřela o čtrnáct let později v roce 1998.
Uziel Gal zemřel ve Spojených státech v roce 2002 na rakovinu. Je pohřbený v kibucu Jagur po boku své dcery a manželky.